# رود پولا
رود پولا رودی است که به دریاچه ایلمن می‌ریزد. این رود از کشور روسیه می‌گذرد و طول آن ۲۶۷ کیلومتر (۱۶۶ مایل) است.